# Дион Томас
Дион Томас (Dion Tomas) е американски баскетболист.

## Биография
Роден е на 24 февруари 1971 г. в Чикаго. Играе на постовете център и крило. Играл е за отборите на Манреса (Испания), Жирона (Испания), Малага (Испания), Каха Сан Фернандо (Испания), Ришон (Израел), Гранд Канария (Испания), Макаби (Тел-Авив, Израел), Лариса (Гърция). От септември 2006 е играч на БК ЦСКА (София). Еврошампион с Макаби през 2004 и 2005. Висок е 204 cm.